# Julius Thomsens Guldmedalje
Julius Thomsens Guldmedalje eller er en dansk hædersbevisning, som tildeles danske ingeniører og naturvidenskabsfolk af Danmarks Tekniske Universitet for " generelt for fortjenstfulde arbejder inden for ingeniørvidenskaben". Den er opkaldt efter kemiker Julius Thomsen og blev etableret i 1929.

## Modtagere
Følgende har modtaget Julius Thomsens Guldmedalje:
- 1936 Holger Jørgensen, civilingeniør
- 1946 K.A. Jensen, lektor
- 1952 Jørgen Møller, lektor, dr.techn
- 1954 E.J.H. R. Bramslev, civilingeniør, dr.techn
- 1954 J.Chr.A..Klit, civilingeniør, dr.phil
- 1957 Frede Rolighed Christensen, Amanuensis, mag.scient
- 1960 Anders Nielsen, civilingeniør, dr.techn.
- 1963 Niels Clauson-Kaas, civilingeniør, mag.scient.[2]
- 1965 Rolf Andersen, civilingeniør
- 1967 Ole Bendt Rasmussen, civilingeniør
- 1969 Mogens Hilmer Nielsen, underdirektør
- 1976 Svend Bergsøe, fabrikant
- 1980 Jens R. Rostrup-Nielsen, civilingeniør, dr.techn.[3]
- 1995 Rud Frik Madsen, forskningsdirektør, dr.techn
- 2000 Peter Rasmussen, docent, civilingeniør
- 2002 Jørgen Klitgaard, civilingeniør
- 2004 Søren Molin, professor, DTU Biosustain
- 2006, John Villadsen, professor, DTU Chemical Engineering
- 2007 Jens Ulstrup, professor, dr.scient., DTU Kemi[4][5]
- 2008 Haldor Topsøe[6]
- 2013 Søren Brunak, professor, DTU Systembiologi[7]
- 2016 Ole Hassager, professor, Institut for Kemiteknik
- 2019 Ib Chorkendorff, professor, DTU Fysik[8][9]